# Álvaro Vega
Álvaro Vega Suárez (Huelva, España; 15 de marzo de 1991) es un exfutbolista español. Jugaba de defensa central.

## Trayectoria
Vega se formó en la cantera del RCD Espanyol, y debutó en el Espanyol B en la temporada 2009-10 de la Segunda División B. En enero de 2010, se unió al Atlético Onubense de la Tercera División, otro equipo reserva.
El defensa debutó en el primer equipo del Recreativo de Huelva el 27 de agosto de 2011 ante el Deportivo de La Coruña por la Segunda División. Tras tres temporadas en Segunda en el Recreativo, Vega continuó su carrera en la Segunda División B.
Anunció su retiro en enero de 2025.

## Estadísticas
Actualizado al último partido disputado el 27 de agosto de 2023.
| Club                       | Div.          | Temporada     | Liga  | Liga  | Copas nacionales | Copas nacionales | Copas internacionales | Copas internacionales | Total | Total |
| Club                       | Div.          | Temporada     | Part. | Goles | Part.            | Goles            | Part.                 | Goles                 | Part. | Goles |
| -------------------------- | ------------- | ------------- | ----- | ----- | ---------------- | ---------------- | --------------------- | --------------------- | ----- | ----- |
| Espanyol B · España        | 3.ª           | 2009-10       | 2     | 0     | —                | —                | —                     | —                     | 2     | 0     |
| Espanyol B · España        | Total club    | Total club    | 2     | 0     | 0                | 0                | 0                     | 0                     | 2     | 0     |
| Recreativo B · España      | 4.ª           | 2010-11       | 27    | 1     | —                | —                | —                     | —                     | 27    | 1     |
| Recreativo B · España      | 4.ª           | 2011-12       | 23    | 0     | —                | —                | —                     | —                     | 23    | 0     |
| Recreativo B · España      | Total club    | Total club    | 50    | 1     | 0                | 0                | 0                     | 0                     | 50    | 1     |
| Recreativo · España        | 2.ª           | 2011-12       | 4     | 0     | 0                | 0                | —                     | —                     | 4     | 0     |
| Recreativo · España        | 2.ª           | 2012-13       | 18    | 1     | 0                | 0                | —                     | —                     | 18    | 1     |
| Recreativo · España        | 2.ª           | 2013-14       | 3     | 0     | 4                | 0                | —                     | —                     | 7     | 0     |
| Recreativo · España        | Total club    | Total club    | 25    | 1     | 4                | 0                | 0                     | 0                     | 29    | 1     |
| San Roque · España         | 3.ª           | 2012-13       | 18    | 1     | 1                | 0                | —                     | —                     | 19    | 1     |
| San Roque · España         | Total club    | Total club    | 18    | 1     | 1                | 0                | 0                     | 0                     | 19    | 1     |
| Granada B · España         | 3.ª           | 2013-14       | 12    | 0     | —                | —                | —                     | —                     | 12    | 0     |
| Granada B · España         | Total club    | Total club    | 12    | 0     | 0                | 0                | 0                     | 0                     | 12    | 0     |
| Badalona · España          | 3.ª           | 2014-15       | 33    | 2     | —                | —                | —                     | —                     | 33    | 2     |
| Badalona · España          | Total club    | Total club    | 33    | 2     | 0                | 0                | 0                     | 0                     | 33    | 2     |
| Linares · España           | 3.ª           | 2015-16       | 35    | 1     | 1                | 0                | —                     | —                     | 36    | 1     |
| Linares · España           | 3.ª           | 2016-17       | 28    | 0     | —                | —                | —                     | —                     | 28    | 0     |
| Linares · España           | Total club    | Total club    | 63    | 1     | 1                | 0                | 0                     | 0                     | 64    | 1     |
| Badalona · España          | 3.ª           | 2017-18       | 36    | 3     | 1                | 0                | —                     | —                     | 37    | 3     |
| Badalona · España          | Total club    | Total club    | 36    | 3     | 1                | 0                | 0                     | 0                     | 37    | 3     |
| Atlético Baleares · España | 3.ª           | 2018-19       | 33    | 1     | —                | —                | —                     | —                     | 33    | 1     |
| Atlético Baleares · España | Total club    | Total club    | 33    | 0     | 0                | 0                | 0                     | 0                     | 33    | 1     |
| Linense · España           | 3.ª           | 2019-20       | 17    | 0     | —                | —                | —                     | —                     | 17    | 0     |
| Linense · España           | Total club    | Total club    | 17    | 0     | 0                | 0                | 0                     | 0                     | 17    | 0     |
| Cornellà · España          | 3.ª           | 2019-20       | 5     | 0     | —                | —                | —                     | —                     | 5     | 0     |
| Cornellà · España          | Total club    | Total club    | 5     | 0     | 0                | 0                | 0                     | 0                     | 5     | 0     |
| Rayo Majadahonda · España  | 3.ª           | 2020-21       | 20    | 1     | 1                | 0                | —                     | —                     | 21    | 1     |
| Rayo Majadahonda · España  | 3.ª           | 2021-22       | 22    | 0     | 2                | 0                | —                     | —                     | 24    | 0     |
| Rayo Majadahonda · España  | Total club    | Total club    | 42    | 1     | 3                | 0                | 0                     | 0                     | 45    | 1     |
| Alcoyano · España          | 3.ª           | 2022-23       | 30    | 0     | —                | —                | —                     | —                     | 30    | 0     |
| Alcoyano · España          | 3.ª           | 2023-24       | 1     | 0     | —                | —                | —                     | —                     | 1     | 0     |
| Alcoyano · España          | Total club    | Total club    | 31    | 0     | 0                | 0                | 0                     | 0                     | 31    | 0     |
| Total carrera              | Total carrera | Total carrera | 367   | 11    | 10               | 0                | 0                     | 0                     | 377   | 11    |

## Palmarés

### Títulos nacionales
| Título             | Club              | País   | Año               |
| ------------------ | ----------------- | ------ | ----------------- |
| Segunda División B | Atlético Baleares | España | 2018-19 (Grupo 3) |